# Gerardus van der Leeuw
Gerardus van der Leeuw (3. března 1890 – 18. listopadu 1950) byl protestantský farář, religionista, egyptolog a profesor. Proslavil se zejména formulací fenomenologii náboženství (poprvé veřejně užil těchto slov v tomto spojení) reinterpretací pojmů filosofické fenomenologie Edmunda Husserla. Je autorem více než 650 publikací.

## Život
Docházel na gymnázium v Haagu. Roku 1908 nastoupil na univerzitu v Leidenu, kde studoval protestantskou teologii. Po pěti letech studium ukončil obhajobou rigorózní práce a začal studovat v Berlíně egyptologii a dějiny náboženství, kde ho vyučoval i De la Saussaye. Roku 1916 studia dokončil a začíná působit jako farář holandské protestantské církve. Po dvou letech nastupuje v hodnosti profesora na univerzitu v Groningen, kde zůstal po zbytek svého života. V roce 1933 vydává své nejznámější dílo Fenomenologie náboženství.
Roku 1945 byl jmenován vedoucím katedry fenomenologie náboženství. Roku 1950, kdy vznikla organizace s tehdejším názvem International Association for the Study of the History of Religion (Mezinárodní asociace pro studium dějin náboženství) (IASHR) se stal jejím historicky prvním prezidentem. Byl oceněn členstvím v belgické Akademii krásných umění, holandské Královské akademie věd či italské Akademie věd. Roku 1946 mu byl udělen čestný doktorát Masarykovy univerzity v Brně.

## Filosofie
Staví se proti možnosti vzniku jediného platného systému interpretace náboženských jevů. Oproti spekulativnímu charakteru filosofické fenomenologie se snaží vyjít z psychologického materiálu zpracováním prožitků. Fenomenologie je pro něj především metodou nikoli disciplínou. Podstatou náboženství (svébytná sféra jež nebude nikdy zcela odvysvětlena), je vnitřní prožitek: vědomí jiné sféry, vědomí protikladu posvátný-profání, jež vede k dojmu nesamozřejmosti, zvláštní cizosti světa. Není to žádné manipulovatelné pole objektů, ale zdroj úžasu. Tento prožitek je u kořene náboženství a je srozumitelný.
Není však přístupný přímo: jsme-li jím zachváceni je pro jeho popis a rekonstrukci důležitý odstup – nahlédnutí. Rekonstrukcí pak vytváříme strukturovaný smysluplný celek, ideální typ. Ten sám nemá realitu, ale slouží ke konstrukci skutečnosti. Je to prostředek našeho nazírání.

## Ideální typologie náboženství
1. Pojmenování fenoménu tedy vlastně jeho vytažení z celku, zvýraznění a vytržení z kontextu
2. Vřazení fenoménu do kontextu vlastního života. Fenomén přichází k nám a vlévá se do kontextu našeho života, kde dochází k znovuprožívání. Na této úrovni nelze mluvit o nazírání na fenomén, spíše o empatickém vstupu dovnitř, do středu a stává se součástí celku, ruše dualitu objekt-subjekt.
3. Odstup, pozorování: tedy vlastní epoché fenomenologické metody. Důležité je zdržení se soudu o realitě. Tato lidská činnost vede k nazření smyslů fenoménu.
4. Objasnění, podání výpovědi vytváří ideální typy tj. strukturální souvislosti
5. Porozumění. Nutno konfrontovat získaný vhled s historickým výzkumem: měli by se shodovat. Nutnost interpolace a korekce dle dobových souvislostí.